# Room 104
Room 104 es una serie de televisión antológica estadounidense creada por Jay y Mark Duplass. La serie comenzó a emitirse en HBO el 28 de julio de 2017.
El 24 de agosto de 2017, la serie fue renovada para una segunda temporada. La segunda temporada se estrenó el 9 de noviembre de 2018.

## Sinopsis
La serie está ambientada en una habitación individual de un motel estadounidense en Long Island, en las afueras de la ciudad de Nueva York, y explora personajes que pasan por ella en cada episodio. Cada episodio es un género diferente con algunos episodios más cómicos por naturaleza, más dramáticos o incluso con temas de terror y crimen.

## Recepción
Room 104 ha recibido, en general, críticas positivas de los expertos. En Metacritic, posee una puntuación de 65 sobre 100 basada en 22 opiniones. En Rotten Tomatoes, posee un 87% de ratio de aprobación con una puntuación media de 6.85 sobre 10 basada en 28 opiniones. El consenso crítico del sitio dice «Room 104 usa su estructura antológica como una ventaja, contándonos a través de cortos, historias eclécticas que remarcan sus cualidades frente a sus carencias.»

## Episodios
| Temporada | Temporada | Episodios | Episodios | Emisión original         | Emisión original        |
| Temporada | Temporada | Episodios | Episodios | Primera emisión          | Última emisión          |
| --------- | --------- | --------- | --------- | ------------------------ | ----------------------- |
|           | 1         | 12        | 12        | 28 de julio de 2017      | 13 de octubre de 2017   |
|           | 2         | 12        | 12        | 9 de noviembre de 2018   | 15 de diciembre de 2018 |
|           | 3         | 12        | 12        | 13 de septiembre de 2019 | 29 de noviembre de 2019 |
|           | 4         | 12        | 12        | 24 de julio de 2020      | 9 de octubre de 2020    |